# The Ten of Diamonds
The Ten of Diamonds è un cortometraggio muto del 1912 diretto da Tom Ricketts.

## Produzione
Il film fu prodotto dalla Nestor Film Company.

## Distribuzione
Distribuito dalla Motion Picture Distributors and Sales Company, il film - un cortometraggio di una bobina - uscì nelle sale cinematografiche USA il 6 maggio 1912.